# Harlem Globetrotters
Harlem Globetrotters é uma equipe de basquetebol americana que viaja o mundo fazendo apresentações performáticas. Ganhou a alcunha de "time de basquete mais famoso do mundo" por fazer de suas partidas uma mistura de entretenimento e habilidades performáticas. Em 2010, a equipe contabilizava mais de 25 mil apresentações em 118 países.
A música-tema da equipe é a versão assobiada de "Sweet Georgia Brown" dos Brother Bones e sua mascote é um globo terrestre antropomorfizado chamado "Globie". O seu uniforme consiste em camisas azuis com estrelas vermelhas e brancas e calções listrados, nas cores vermelho e branco.

## História

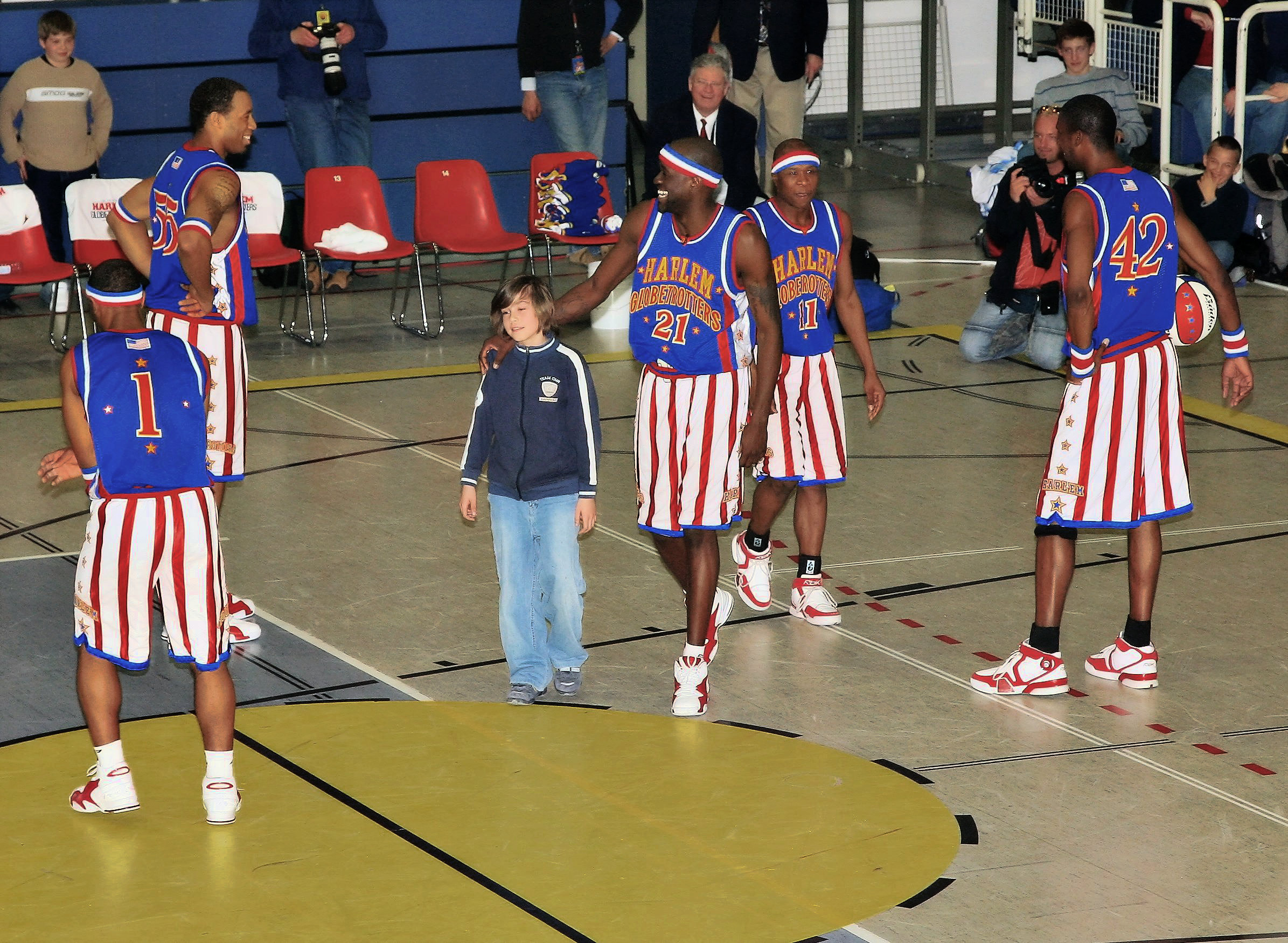
Globetrotters jogando com alguns espectadores

A origem da equipe é em um grupo de jogadores de basquete da Wendell Phillips High School, da cidade de Chicago, que formaram o "Savoy Big Five" com a intenção de entreter em jogos de exibição, já no início da década de 1920. Em 1926, Abe Saperstein, tendo por base três jogadores da equipe do Savoy Big dissolvido nesse mesmo ano, formou o Harlem Globetrotters e a escolhe do ante-nome Harlem foi uma homenagem ao bairro novaiorquino do Harlem considerado centro da cultura afro-americana na época (mesmo os Globetrotters mudando-se para Nova York só no ano de 1968). Sua primeira partida ocorreu em 7 de janeiro de 1927, na cidade de Hinckley, Illinois.
Em 1940, a equipe conquistou o "World Professional Basketball Tournament" (Torneio Mundial de Basquete Profissional), uma competição de convidados realizado pelo jornal Chicago American.
Suas exibições começaram a ficar mais cômicas a partir do final da década de 1930 e mais tarde a equipe adotou a versão da música Sweet Georgia Brown para as suas apresentações, com enorme sucesso.
Em 1950, começaram as turnês internacionais e o primeiro país a receber os shows/partidas foi Portugal. Em 1952, o Brasil recebeu pela primeira vez seus shows e uma das suas apresentações ocorreu no 1 de de maio de 1952, dia do trabalhador, no antigo ginásio esportivo do Club Athletico Paranaense, em Curitiba. Um dos seus maiores públicos ocorreu em 1963, no Vaticano, na presença do Papa Paulo VI. No inicio da década de 1990, a jogadora Lynette Woodard, medalhista olímpica, foi a primeira mulher a entrar na equipe.
Em 1966, com a morte de Abe Saperstein, a equipe foi vendida e em 1968, transferiu-se para a cidade de Nova York. Em 2013, o Harlem Globetrotters passou a ser de propriedade da empresa Herschend Family Entertainment, com escritório administrativo da "Harlem Globetrotters International Inc." em Atlanta.

## Títulos
Os Globetrotters venceram o World Professional Basketball Tournament uma vez, em 1940, derrotando o Chicago Bruins na final por 31 a 29.

## Cultura popular
Os Harlem Globetrotters já participaram de produções cinematográfica e televisivas ou a sua imagem foi utilizado em filmes, desenhos e programas, como: The Harlem Globetrotters filme de 1951, Go Man Go filme de 1954; What's My Line? programa de TV com participação regular; Harlem Globetrotters (série animada de 1970 a 1972 pela CBS); The Harlem Globetrotters Popcorn Machine programa próprio de TV, na CBS, de 1974 a 1975; The Super Globetrotters, desenho animado apresentado originalmente em 1979, em treze episódios; The White Shadow série de TV; The Harlem Globetrotters on Gilligan's Island um telefilme de 1981; ou em jogos de videogame, como o Harlem Globetrotters: World Tour da Nintendo.

## Números aposentados
7 camisas foram aposentadas, em homenagem aos jogadores que as usaram:
| Números aposentados | Números aposentados    | Números aposentados  | Números aposentados        |
| No.                 | Jogador                | Período em que jogou | Data em que foi aposentada |
| ------------------- | ---------------------- | -------------------- | -------------------------- |
| 13                  | Wilt Chamberlain       | 1958–59              | 9 de março de 2000         |
| 20                  | Marques Haynes         | 1947–53, 1972–79     | 5 de janeiro de 2001       |
| 22                  | Fred "Curly" Neal      | 1963–85              | 15 de fevereiro de 2008    |
| 34                  | Charles "Tex" Harrison | 1954–72              | 26 de dezembro de 2017     |
| 35                  | Hubert "Geese" Ausbie  | 1961–85              | 31 de janeiro de 2017      |
| 36                  | Meadowlark Lemon       | 1954–79, 1993        | 5 de janeiro de 2001       |
| 50                  | Goose Tatum            | 1941–43, 1945–55     | 8 de fevereiro de 2002     |

## Membros honorários
8 personalidades receberam o título de membros honorários da equipe. São elas:
- Henry Kissinger (1976)
- Bob Hope (1977)
- Kareem Abdul-Jabbar (1989)
- Whoopi Goldberg (1990)
- Nelson Mandela (1996)
- Patricio Briones (1999)
- João Paulo II (2000)

- Jesse Jackson (2001)